# Нурмис
Нурмис — река в России, протекает по Кондопожскому району Карелии.
Исток — озеро Мярандукса, в которое осуществляется сток реки Салми. Течёт на север, впадает в озеро Линдозеро, через которое протекает Суна. Длина реки составляет 14 км.
В верхнем течении принимает левый приток — Гирвас.
В 5 км восточнее устья реки находится деревня Линдозеро.

## Данные водного реестра
По данным государственного водного реестра России, относится к Балтийскому бассейновому округу, водохозяйственный участок реки — Свирь (включая реки бассейна Онежского озера), речной подбассейн реки — Свирь (включая реки бассейна Онежского озера). Относится к речному бассейну реки Нева (включая бассейны рек Онежского и Ладожского озера).
Код объекта в государственном водном реестре — 01040100212102000015192.